# دوري كرة القدم الإنجليزي 1985–86
دوري كرة القدم الإنجليزي 1985–86 هو موسم من دوري كرة القدم الإنجليزي. أقيم خلال الفترة 17 أغسطس 1985 وحتى 5 مايو 1986، وفاز فيه نادي ليفربول.